# Xyloperthodes discedens
Xyloperthodes discedens är en skalbaggsart som beskrevs av Pierre Lesne 1906. Xyloperthodes discedens ingår i släktet Xyloperthodes och familjen kapuschongbaggar. Inga underarter finns listade i Catalogue of Life.